# Dolichopeza distivena
Dolichopeza distivena är en tvåvingeart som beskrevs av Alexander 1971. Dolichopeza distivena ingår i släktet Dolichopeza och familjen storharkrankar. Inga underarter finns listade i Catalogue of Life.